# Boschmaella balani
Boschmaella balani is een krabbezakjessoort uit de familie van de Chthamalophilidae. De wetenschappelijke naam van de soort is voor het eerst geldig gepubliceerd in 1967 door Bocquet-Védrine.